# سلول آماکرین
سلول آماکرین (انگلیسی: Amacrine cell) گروهی از سلولهای عصبی تحریک شونده (اینترنورون) در شبکیه چشم هستند که فاقد آکسون می‌باشند. این سلولها اصولاً نقش مهاری بر روی سایر نورونهای چشم را دارند و میانجی‌های عصبی مانند گابا و گلیسین آزاد می کنند.

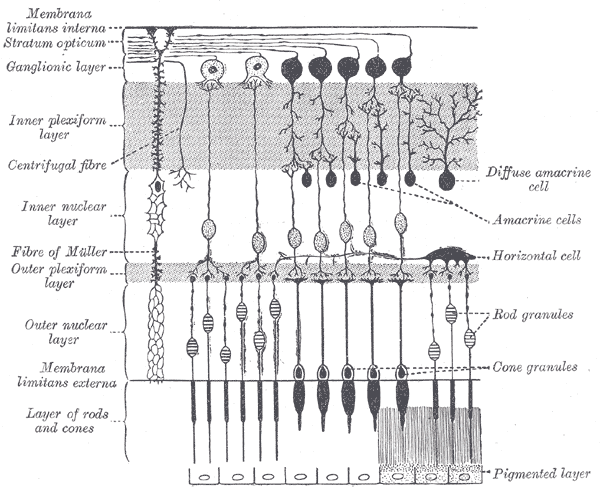
Plan of retinal neurons.